# Кефаль (подводная лодка)
«Кефаль» — русская подводная лодка типа «Осётр» времён русско-японской войны.

## История строительства
Подводная лодка «Кефаль» была заложена в 1904 году на верфи Newport News Shipbuilding & Dry Dock Company в Ньюпорт-Ньюс, США. В ноябре 1904 года в разобраном виде была доставлена в Либаву (Россия), где на заводе по сути не собиралась, а строилась заново из-за низкого качества поставляемых частей корпуса.
Сборка была закончена 22 апреля 1905 года, после чего «Кефаль» была отправлена по железной дороге во Владивосток к месту службы. Эшелон прибыл на место 7 июля того же года. 5 августа спущена на воду во Владивостоке.

## История службы
В октябре 1905 вошла в строй, 12 октября совершила первые погружения, 14 октября выходила на разведку по бухтам. 15 ноября из-за попадания постороннего предмета сломалась помпа, ремонт продлился до 21 ноября. 25-26 ноября совершала учебные погружения.
Зиму 1905—1906 года провела в бухте Новик, остров Русский. В 1906—1916 годах подводная лодка служила в составе Сибирской флотилии, зимовала во Владивостоке, летом проходила боевую подготовку в заливе Стрелок, бухта Разбойник.
В сентябре 1906 года совершила две успешных учебных атаки крейсера «Жемчуг».
В феврале 1907 года во время стоянки во Владивостоке из-за оплошности матроса на лодке произошёл взрыв газов, вызвавший пожар. Часть аккумуляторов вышла из строя.
15-21 декабря 1908 года совершала выходы в акваторию Босфора Восточного. 19 декабря совершила успешное подлёдное плавание, пройдя за 1 час 35 минут 4 мили подо льдом.
С 1914 года использовалась в учебных целях.
13 апреля 1916 года «Кефаль» была выведена из боевого состава флота, исключена из списков кораблей, была сдана к порту для разборки. Хранилась, пока в 1922 году не была разделана на металл.